# Brits basketbalteam (mannen)

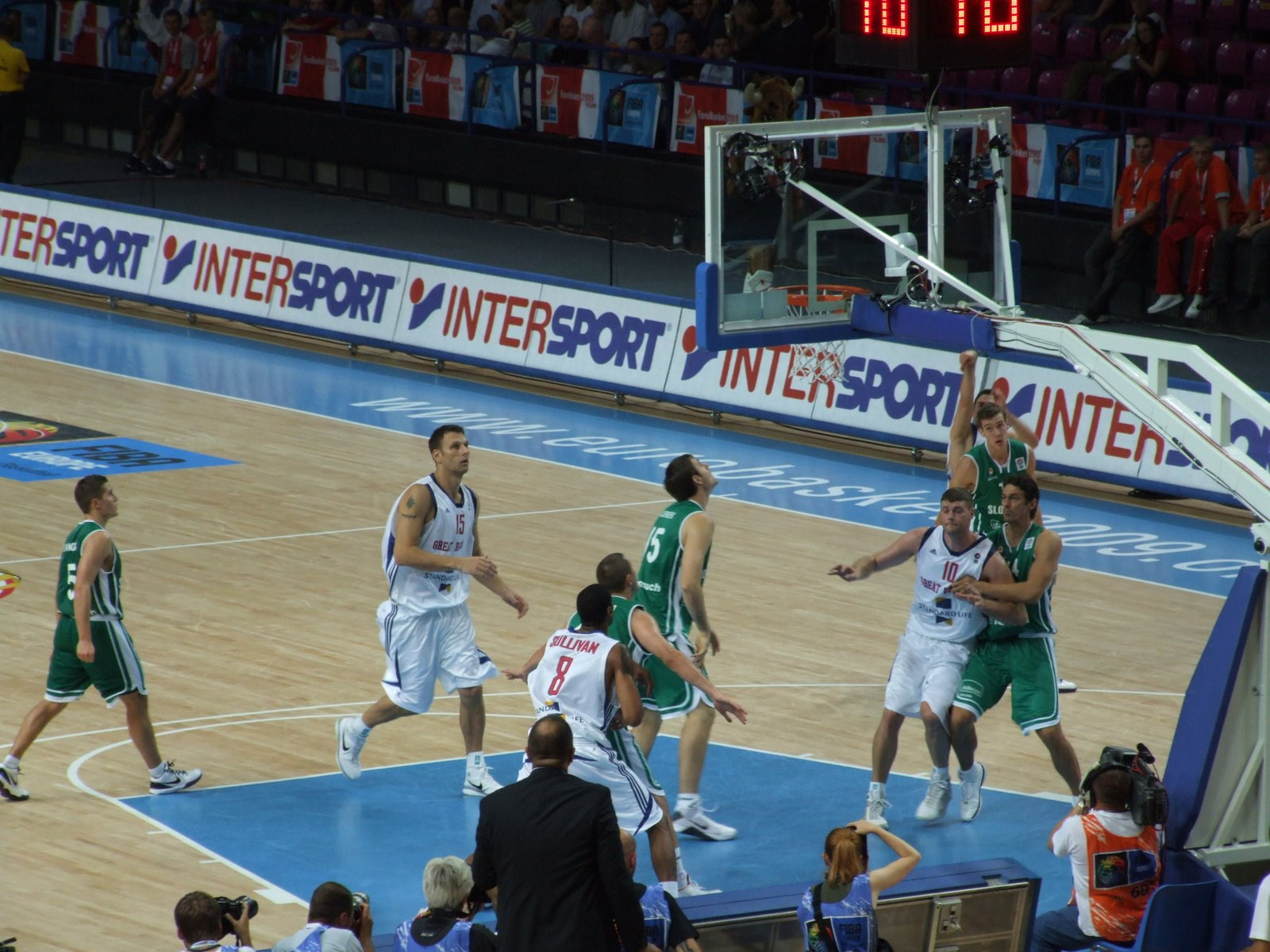
Het Britse nationale team in actie tegen Slovenië tijdens EuroBasket 2009

Het Brits nationaal basketbalteam is een team van basketballers dat Groot-Brittannië vertegenwoordigt in internationale wedstrijden. De British Basketball Federation is verantwoordelijk voor dit team. Het Brits nationaal basketbalteam is op 1 december 2005 weer herenigd na het samenkomen van de nationale basketbalorganisaties van Schotland, Wales en Engeland. Eerder waren de teams van deze landen al uit elkaar gegaan om het eigen land te vertegenwoordigen, maar na de bekendmaking van het feit dat de Olympische Zomerspelen van 2012 in Londen gehouden zullen worden, zijn deze landen weer (met als doel het behalen van een olympische medaille in 2012) bijeen gekomen. Basketballers uit Noord-Ierland kunnen ervoor kiezen om een gecombineerd team te maken met het Iers nationaal basketbalteam.
De Britten hebben in het verleden deelgenomen aan één editie van de Olympische Zomerspelen. Destijds werd men 20e van de 23 teams. Sterspeler van het Brits nationaal basketbalteam is Luol Deng.

## Groot-Brittannië tijdens internationale toernooien

### Olympische Spelen
- Olympische Spelen 1948: 20e
- Olympische Spelen 2012: 9e

## Huidige selectie
| 5  | Richard Midgley        | Point Guard          | Vlag van Engeland         | Newcastle Eagles         |
| 6  | Michael Darnell Lenzly | Guard                | Vlag van Cyprus           | Nicosia                  |
| 7  | Chris Sanders          | Forward/Centre       | Vlag van Italië           | Penne Basket             |
| 8  | Andrew Sullivan        | Power Forward        | Vlag van België           | Dexia Mons-Hainaut       |
| 9  | Luol Deng              | Small Forward        | Vlag van Verenigde Staten | Chicago Bulls            |
| 10 | Robert Archibald       | Power Forward/Centre | Vlag van Oekraïne         | Azovmash Mariupol        |
| 12 | Nate Reinking          | Point Guard          | Vlag van België           | Dexia Mons-Hainaut       |
| 13 | Roger Huggins          | Forward              | Vlag van België           | Euphony Bree             |
| 14 | Chris Haslam           | Centre               | Vlag van Engeland         | Everton Tigers           |
| 15 | Andrew Betts           | Centre               | Vlag van Spanje           | CB Sevilla               |
|    | Eric Boateng           | Centre               | Vlag van Verenigde Staten | Arizona State University |
|    | Kieron Achara          | Forward/Centre       | Vlag van Verenigde Staten | Duquesne University      |
|    | Ben Gordon             | Shooting guard       | Vlag van Verenigde Staten | Chicago Bulls            |
|    |                        |                      |                           |                          |
|    | Chris Finch            | Coach                | Vlag van België           | Dexia Mons-Hainaut       |
|    |                        |                      |                           |                          |